# 塔木托格拉克镇
塔木托格拉克乡，是中华人民共和国新疆维吾尔自治区阿克苏地区阿瓦提县下辖的一个乡镇级行政单位。

## 行政区划
塔木托格拉克乡下辖以下地区：
阿热勒村、阿克亚村、托万克阿热勒村、托格拉克勒克村、托万克赛克孜奥塔克村、塔木托格拉克村、拉帕村、托万克塔木托格拉克村、玉斯屯克塔木托格拉克村、英买里村、托万克玉吉买村、诺其宋村、库吾尔尕村、吐格贝希村、玉斯屯克玉吉买村、阔维村、巴格央塔克村和秋马克村。